# Getholm (del av Keistiö, Iniö)
Getholm är en halvö i Finland.   Den ligger i landskapet Egentliga Finland, i den sydvästra delen av landet, 200 km väster om huvudstaden Helsingfors. Getholm ligger på ön Keistiö.